# گولینا ویلکا
گولینا ویلکا (به لاتین: Golina Wielka) یک روستا در لهستان است که در گمینا بویانووو واقع شده‌است.